# Сражение при Локвата и Виняри
 Тази статия е за битката от 31 май 1903 година.  За битката от 20 юли 1903 година по време на Илинденското въстание вижте сражение при Локвата.  
Сражението при Локвата и Виняри е сражение между чети на Вътрешната македоно-одринска революционна организация с османски войски в местността Локвата и връх Виняри (1713 m) в Дъмбенската планина от 31 май 1903 година. Битката е най-голямото сражение през предилинденския етап на българската освободителна борба и първото мащабно сражение от създаването на организацията.
На 31 май 1903 година 1000 войници турски аскер получава заповед да обсади село Дъмбени. Турският табур обгражда селото, защото има информация, че е въоръжено и турската войска трябва да го обезоръжи. Един турчин от съседното турско село Сливени предупреждава дъмбенчанина Кръстьо Прешленков и го моли да предупреди и съселяните си за предстоящата опасност. Дъмбенци скриват оръжието, а селската чета се подготвя и заема връх Виняри край селото. След като четата на Лазар Поптрайков заема връх Виняри в Дъмбенската планина, в помощ на сражаващите се пристига и четата на Дичо Андонов, която заема връх Локвата и удря турците в гръб. Голямото сражение продължава 14 часа, като в помощ на сражаващите към края на сражението пристигат и четите на Васил Чекаларов, Пандо Кляшев и Митре Влаха, които тъй като идват от много далеч не успяват да пристигнат по-рано. В битката взимат участие Васил Матушаков, по-късно жител на град Пловдив, Петър Марков, по-късно жител на София.
В боя загиват 12 или 15 четници и около 200 турци.
Десетина дни след битката по идея на Лазар Поптрайков са създадени свидетелствени грамоти „За храброст“ и „За отличие“, с които са отличени най-храбрите бойци в битката.
Лазар Поптрайков възпява битката в поемата „Локвата и Виняри“, написана на книжовен български език с малко примеси на костурски диалект.
| Дичо Андонов               | Лобаница |
| Колю п. Станишев Шинчето   | Косинец  |
| Христаки Киселинчев        | Косинец  |
| Лаки Поповски-Бомбаджията  | Смърдеш  |
| Лазар Цуцулев              | Смърдеш  |
| Георги Чекаларов           | Смърдеш  |
| Колю Каракашев             | Дъмбени  |
| Иван (Ваче) Бекирчето      | Дъмбени  |
| Петре Карапанов (Кърманов) | Дъмбени  |
| Пандо Близнаков            | Дъмбени  |
| Гельо Кърчишки             | Дъмбени  |
| Георги Влашето             | Дъмбени  |
| Ставре Золев               | Дъмбени  |

| \| Лазаръ попъ Трайковъ. \| \| \| „Локвата“ и „Виняри“ (31 май 1903 година) \| \| \| Пакъ при васъ ида върхове стръмни, върхове на планини безводни, да видя вашитѣ къмъне кръвни, багрени съ кръвьта на момци народни. Нека останатъ спомени тежки, дето загина храбриятъ войвода, де цѣла чета крепѣше мѫжки боя ужасенъ зарадъ свобода. Блазе на васъ присои прохладни, че следъ години петь стотинъ страдни чухте гласа на пушки гръмовни, вика юнашки, пѣсни бунтовни. Вие сте честити, че васъ пробуди на щиковетѣ дрънкане остро и гръмко ура, а турчинъ зачуди на младъ войвода команда проста. Тукъ не отдавна турска потера чакахме съ радость да я пребиемъ, че можемъ, кога щемъ, да я издебнемъ, и не да се криемъ, а да се биемъ. Не бѣше още отъ сънъ станала младата чета, низъ долинитѣ не бѣше още слънце пекнало, залпове стрѣскагъ височинитѣ.[9] Нашитѣ предни стражи гръмнаха, купове турци предъ тѣхъ паднаха; залпъ и ура на чета весела пусна въ уплаха ордата цѣла. Скоро се огънь силенъ отвори между комити, чада достойни, що ги животътъ безстрашни стори, и между проклети турци безбройни. „Удряйте право, храбри момчета, келяви турци и арнаути!“ — викаше вкупомъ цѣлата чета, отъ тежка сила безъ да се смути. Жадна за мъсть четата сгѫстена, хвърля куршуми и думи злокобни: „долу тиранство! живѣй свободна, Македонио мила, земя свещена!“... Четири часа лѣтни горещи, ревътъ планински, трѫбитѣ бойни, залпове грозни, силни и чести, слѣха се въ едно съ ека усойни. \| Въ турско мнозинство не се бележи падане често на мъртви аскери. Тълпи нападатъ на тѣзъ младежи, що ке отидатъ безъ време жертви. Явно угроза виждатъ наблизко, че турски сили тѣхъ ги завъртватъ, но горди момци не падатъ низко и крачка назадъ не се помръдватъ. Ей кръвь юнашка, луда, червена, ти не се ли жаляшъ, като се сипешъ низъ тази росна трева зелена? Що те накарва силно да кипешъ? Отъ единъ само куршумъ бездушенъ, който смърть носи въ пѫтя бездушенъ, кръвь буйна, ти, що въ жили клокотишъ, въ мразна пихтия ти ще се сплотишъ. И колко надежди, блѣнове сладки, колко мечтания, чувства благатки въ тази пихтия ще да се вковатъ и нѣма нивга да се подновятъ!... Ето единъ следъ други пронизани падатъ катъ круши тѣла младежки. Дивно! Безъ трепетъ, безъ отчаяние зиматъ юнашки пози мъртвешки. Всрѣдъ тѣзъ гърмежи страшни, нечетни, гласна команда смисъль си нѣма: „стига момчета, вий отстѫпете предъ несравнено сила голѣма“. Гинатъ юнаци тамъ по мѣстата — по дългъ другари, сѫдба игрива; мратъ съ усмивки сладки въ устата, на пукъ на врага, що ги пребива. Паднаха съ доблесть всички четници на храбрия Дичо въ своитѣ позиции; мъртвитѣ и раненитѣ люто търпятъ мѫчение турско нечуто. А пакъ мнозина леко ранени, жадни за вода, въ поть изпотени, съ пѣсни и псувни скоро отстѫпватъ, „Виняри“ хващатъ да се закрепватъ. Раненъ единъ въ рѫка треперяща, самъ се отъ боя бавно завръща. Градъ отъ куршуми, люти, игриви, не му смущаватъ ходъ горделиви. \| \| \| \| \| Кой е тозъ веселъ юнакъ, що става и предъ смъртьта си толкозъ забравенъ? Защо не тича да се спасява, като бѣглеца въ поть задавенъ? Лаки Поповски съ маузеръ въ дѣсница стѫпва той гордо — сѫщъ яребица, за да покаже, че той не бѣга, отъ турски аскеръ той се не стяга. Още не бърза, за да не речатъ: бѣгаше бомбаджията страшенъ. Младость, надежди нему не прѣчатъ мъртавъ да падне гордъ, неуплашенъ. Но ... и той легна въ тази падина, отъ три куршуми смъртно пронизанъ. Падна, уви! тозъ майсторъ, загина, съ бомби що смаза врага залисанъ. Пукатъ гърмежи, тътнатъ усои, кръвь ройна тече въ пуститѣ доли, пладнешко слънце вковано стои надъ гологлави момци соколи. Здраво се крепи четата млада, въ кръвь тя намира своя услада. Пѣсни бунтовни всички запѣватъ, будятъ народа, вразитѣ гнѣватъ. Тѣ не дочуватъ гласа, що иде: „Момци Дъмбенци! дръжте се здраво, деньтъ проваля, а турчинътъ видѣ, че нашитѣ пушки биятъ по-здраво“. Клети, ранени, четници страдни охкатъ, се мѫчатъ гладни и жедни. Влечатъ се тайно между скалитѣ, плъзгатъ се мазно низъ долинитѣ. ⁎ ⃰ ⁎ Колко нещастни сме ние, македонци, въ тази борба съ душманинъ народенъ! Но и какви герои, о! момци, стоимъ предъ свѣта ка̀ленъ, изроденъ! Заради нази „кръстътъ-червени“ не ще положи грижа свещена. Лѣкари млади, връзки ленени нѣма за нашата снага ранена. И милосердна сестра засмѣна раната съ билки не ще попръска. Съ милия погледъ, съ уста румена не ще поднесе и намъ превръзка. Въ болници модни, въ кревати меки не ще отдъхнатъ болни юнаци. Както въ войнитѣ, що води всѣки, при насъ ще нѣма бѣли байраци. Тежко и горко на тозъ, който падне раненъ дълбоко въ тѣзь сражения! Вмѣсто човѣшка милость да найде, ще го последватъ звѣрски мѫчения. Ето защо и бунтовникътъ пада отъ свой куршумъ безъ ни да тръпне, вмѣсто да моли той за пощада, вмѣсто свещена клетва да стѫпне. ⁎ ⃰ ⁎ Вѣренъ на свойта честь, задължение, младиятъ Дичо ощ’ несъкрушенъ, само направи едно движение и той отъ свой куршумъ падна бездушенъ. ⁎ ⃰ ⁎ Сестри сплашени, майкитѣ клети, турско насилие да н’ги сполети, криятъ се тайно отъ нази всички въ ями задушни, въ тъмни горички. И като чуятъ ека куршуменъ отъ планината, стрѣскатъ се много. Съ плачъ и въздишки и съ гласъ шуменъ кълнятъ времето, молятъ се Богу: \| „Боже, изкриви рѫце тирански — по тѣхнитѣ глави пушки да хванатъ; Боже, ослѣпи очи душмански — та нашитѣ момци здрави останатъ.“ Често въ скръбьта си кълнятъ войвода — и него, що дѣло свещено води. Кълнятъ, че майка безъ синъ остава, и съ невѣста момче прощава. Тѫженъ е, братя, животътъ планински, мѫчно борбата водимъ съ тирана. Блазе, кой четникъ бодъръ истински въ редоветѣ до край остана. Но, дръжъ се, крепи, напрѣгай жили, о! ти народна чета отбрана. Кръвьта отровна, що въ тебъ остана, за свободата днесъ я отмили. Въ живота робски, пъкъла страшенъ нѣма да склонимъ да се възвърнемъ; въ работа частна, въ мира домашенъ имена славни не ще почернимъ. При всички мѫки, хули безбожни и при комитски животъ тревожни, до край съ орѫжие ний ще се боримъ, доръ Македония свободна сторимъ. Нека се пълнятъ затвори мрачни, нека загинватъ другари горски, нека надъ нашитѣ битки юначни жлъчно се смѣятъ владици-гърци. Нека да тичатъ по насъ потери, нека врагътъ предъ насъ да трепери; само да грѣй надежда въ сърдцето и да свѣтлѣй като слънцето. Гърция нека затваря бѣсно, граби, катъ турчинъ, псува и гони нашитѣ хора въ Кралството тѣсно, крепено отъ бѣгащи евзони. Нека! Ще паднатъ тежки окови и ще огрѣе слънце засмѣно; надъ пепелище селско ругано сладка свобода ще се поднови. ⁎ ⃰ ⁎ Спете спокойно тринайсеть мина, скѫпи на черна клета родина, подъ тази трева гѫста зелена, подъ черна земя тежка, студена. Вие станахте жертва за роба, жертва на твърдость, на глави бурни, но никой сега нѣма да турне паметникъ, вѣнци надъ вашитѣ гроба. А горски цвѣтя, здравецъ зелени, ноще и дене що миришехте, пушки и шапки гордо кичехте, ще ви послужатъ вѣнецъ нетлѣнни. Паднахте млади, о! вий юнаци, честно и мѫжки съ пушки въ рѫката. При неразвѣни още байраци, трепетъ внушихте силенъ въ агата. При много жертви, робътъ, що дава, ваш’то достойнство не отличава. Той ще забрави свещени кости, катъ много прежни гробове прости. Доръ надъ васъ гази кракътъ нечестенъ, робътъ, въ скръбьта си и въ мѫки унесенъ, ще да забрави имена свети, макаръ за него вие да мрѣхте[9] Но пакъ от вашия подвигъ достоенъ, отъ кръвьта буйна за него лѣта, сила ще черпи въ пѫтя си боенъ, доръ той свободенъ да стане въ свѣта. ’,Локвата“ днесъ съ вълни непокорни,[9] що завладѣхте съ яки си гърди, отгде неможе никои ва скорни, споменъ за вази скѫпъ нека бѫде. \| \| \| \| \| Въ бѫдеще свѣтло, въ бѫдеще ново за нашата мила, клета Родина, кога зазвучи тукъ сладко слово, рози ще цъвтятъ катъ въ градина. Въ тѣзи падинки, росни, зелени, съ кърви червени що се поливатъ, пѣсни за храбрость ще се възвиватъ и ще се друсатъ хора смѣсени[9] А бѣлолики селски девици въ пролѣть ще тичатъ катъ яребици, зеле, киселецъ тукъ да събиратъ и годеникъ свой тукъ да избиратъ. \| Тѣ ще събуждатъ от сънь мъртвешки васъ, о! юнаци, съ пѣсни и смѣшки. Съ крехкъ гороцвѣтъ, съ жълто кокиче вашата гробина ще да се киче. Вие легнахте въ кѫща избрана на тозъ върхъ зеленъ, хладенъ, чудесенъ. Тамъ атмосфера чиста, умайна приспива всѣки въ мечти унесенъ. Оттука се виждатъ езера гладки, вѣтърътъ носи миризми сладки. Заради това драго му бива на всѣки вѣчно тукъ да почива. \| \| Берикъ, 21 юний 1903 година. \| \| | |
| Лазаръ попъ Трайковъ. | |
| „Локвата“ и „Виняри“ (31 май 1903 година) | |
| Пакъ при васъ ида върхове стръмни, върхове на планини безводни, да видя вашитѣ къмъне кръвни, багрени съ кръвьта на момци народни. Нека останатъ спомени тежки, дето загина храбриятъ войвода, де цѣла чета крепѣше мѫжки боя ужасенъ зарадъ свобода. Блазе на васъ присои прохладни, че следъ години петь стотинъ страдни чухте гласа на пушки гръмовни, вика юнашки, пѣсни бунтовни. Вие сте честити, че васъ пробуди на щиковетѣ дрънкане остро и гръмко ура, а турчинъ зачуди на младъ войвода команда проста. Тукъ не отдавна турска потера чакахме съ радость да я пребиемъ, че можемъ, кога щемъ, да я издебнемъ, и не да се криемъ, а да се биемъ. Не бѣше още отъ сънъ станала младата чета, низъ долинитѣ не бѣше още слънце пекнало, залпове стрѣскагъ височинитѣ. Нашитѣ предни стражи гръмнаха, купове турци предъ тѣхъ паднаха; залпъ и ура на чета весела пусна въ уплаха ордата цѣла. Скоро се огънь силенъ отвори между комити, чада достойни, що ги животътъ безстрашни стори, и между проклети турци безбройни. „Удряйте право, храбри момчета, келяви турци и арнаути!“ — викаше вкупомъ цѣлата чета, отъ тежка сила безъ да се смути. Жадна за мъсть четата сгѫстена, хвърля куршуми и думи злокобни: „долу тиранство! живѣй свободна, Македонио мила, земя свещена!“... Четири часа лѣтни горещи, ревътъ планински, трѫбитѣ бойни, залпове грозни, силни и чести, слѣха се въ едно съ ека усойни. | Въ турско мнозинство не се бележи падане често на мъртви аскери. Тълпи нападатъ на тѣзъ младежи, що ке отидатъ безъ време жертви. Явно угроза виждатъ наблизко, че турски сили тѣхъ ги завъртватъ, но горди момци не падатъ низко и крачка назадъ не се помръдватъ. Ей кръвь юнашка, луда, червена, ти не се ли жаляшъ, като се сипешъ низъ тази росна трева зелена? Що те накарва силно да кипешъ? Отъ единъ само куршумъ бездушенъ, който смърть носи въ пѫтя бездушенъ, кръвь буйна, ти, що въ жили клокотишъ, въ мразна пихтия ти ще се сплотишъ. И колко надежди, блѣнове сладки, колко мечтания, чувства благатки въ тази пихтия ще да се вковатъ и нѣма нивга да се подновятъ!... Ето единъ следъ други пронизани падатъ катъ круши тѣла младежки. Дивно! Безъ трепетъ, безъ отчаяние зиматъ юнашки пози мъртвешки. Всрѣдъ тѣзъ гърмежи страшни, нечетни, гласна команда смисъль си нѣма: „стига момчета, вий отстѫпете предъ несравнено сила голѣма“. Гинатъ юнаци тамъ по мѣстата — по дългъ другари, сѫдба игрива; мратъ съ усмивки сладки въ устата, на пукъ на врага, що ги пребива. Паднаха съ доблесть всички четници на храбрия Дичо въ своитѣ позиции; мъртвитѣ и раненитѣ люто търпятъ мѫчение турско нечуто. А пакъ мнозина леко ранени, жадни за вода, въ поть изпотени, съ пѣсни и псувни скоро отстѫпватъ, „Виняри“ хващатъ да се закрепватъ. Раненъ единъ въ рѫка треперяща, самъ се отъ боя бавно завръща. Градъ отъ куршуми, люти, игриви, не му смущаватъ ходъ горделиви. |
| | |
| Кой е тозъ веселъ юнакъ, що става и предъ смъртьта си толкозъ забравенъ? Защо не тича да се спасява, като бѣглеца въ поть задавенъ? Лаки Поповски съ маузеръ въ дѣсница стѫпва той гордо — сѫщъ яребица, за да покаже, че той не бѣга, отъ турски аскеръ той се не стяга. Още не бърза, за да не речатъ: бѣгаше бомбаджията страшенъ. Младость, надежди нему не прѣчатъ мъртавъ да падне гордъ, неуплашенъ. Но ... и той легна въ тази падина, отъ три куршуми смъртно пронизанъ. Падна, уви! тозъ майсторъ, загина, съ бомби що смаза врага залисанъ. Пукатъ гърмежи, тътнатъ усои, кръвь ройна тече въ пуститѣ доли, пладнешко слънце вковано стои надъ гологлави момци соколи. Здраво се крепи четата млада, въ кръвь тя намира своя услада. Пѣсни бунтовни всички запѣватъ, будятъ народа, вразитѣ гнѣватъ. Тѣ не дочуватъ гласа, що иде: „Момци Дъмбенци! дръжте се здраво, деньтъ проваля, а турчинътъ видѣ, че нашитѣ пушки биятъ по-здраво“. Клети, ранени, четници страдни охкатъ, се мѫчатъ гладни и жедни. Влечатъ се тайно между скалитѣ, плъзгатъ се мазно низъ долинитѣ. ⁎ ⃰ ⁎ Колко нещастни сме ние, македонци, въ тази борба съ душманинъ народенъ! Но и какви герои, о! момци, стоимъ предъ свѣта ка̀ленъ, изроденъ! Заради нази „кръстътъ-червени“ не ще положи грижа свещена. Лѣкари млади, връзки ленени нѣма за нашата снага ранена. И милосердна сестра засмѣна раната съ билки не ще попръска. Съ милия погледъ, съ уста румена не ще поднесе и намъ превръзка. Въ болници модни, въ кревати меки не ще отдъхнатъ болни юнаци. Както въ войнитѣ, що води всѣки, при насъ ще нѣма бѣли байраци. Тежко и горко на тозъ, който падне раненъ дълбоко въ тѣзь сражения! Вмѣсто човѣшка милость да найде, ще го последватъ звѣрски мѫчения. Ето защо и бунтовникътъ пада отъ свой куршумъ безъ ни да тръпне, вмѣсто да моли той за пощада, вмѣсто свещена клетва да стѫпне. ⁎ ⃰ ⁎ Вѣренъ на свойта честь, задължение, младиятъ Дичо ощ’ несъкрушенъ, само направи едно движение и той отъ свой куршумъ падна бездушенъ. ⁎ ⃰ ⁎ Сестри сплашени, майкитѣ клети, турско насилие да н’ги сполети, криятъ се тайно отъ нази всички въ ями задушни, въ тъмни горички. И като чуятъ ека куршуменъ отъ планината, стрѣскатъ се много. Съ плачъ и въздишки и съ гласъ шуменъ кълнятъ времето, молятъ се Богу: | „Боже, изкриви рѫце тирански — по тѣхнитѣ глави пушки да хванатъ; Боже, ослѣпи очи душмански — та нашитѣ момци здрави останатъ.“ Често въ скръбьта си кълнятъ войвода — и него, що дѣло свещено води. Кълнятъ, че майка безъ синъ остава, и съ невѣста момче прощава. Тѫженъ е, братя, животътъ планински, мѫчно борбата водимъ съ тирана. Блазе, кой четникъ бодъръ истински въ редоветѣ до край остана. Но, дръжъ се, крепи, напрѣгай жили, о! ти народна чета отбрана. Кръвьта отровна, що въ тебъ остана, за свободата днесъ я отмили. Въ живота робски, пъкъла страшенъ нѣма да склонимъ да се възвърнемъ; въ работа частна, въ мира домашенъ имена славни не ще почернимъ. При всички мѫки, хули безбожни и при комитски животъ тревожни, до край съ орѫжие ний ще се боримъ, доръ Македония свободна сторимъ. Нека се пълнятъ затвори мрачни, нека загинватъ другари горски, нека надъ нашитѣ битки юначни жлъчно се смѣятъ владици-гърци. Нека да тичатъ по насъ потери, нека врагътъ предъ насъ да трепери; само да грѣй надежда въ сърдцето и да свѣтлѣй като слънцето. Гърция нека затваря бѣсно, граби, катъ турчинъ, псува и гони нашитѣ хора въ Кралството тѣсно, крепено отъ бѣгащи евзони. Нека! Ще паднатъ тежки окови и ще огрѣе слънце засмѣно; надъ пепелище селско ругано сладка свобода ще се поднови. ⁎ ⃰ ⁎ Спете спокойно тринайсеть мина, скѫпи на черна клета родина, подъ тази трева гѫста зелена, подъ черна земя тежка, студена. Вие станахте жертва за роба, жертва на твърдость, на глави бурни, но никой сега нѣма да турне паметникъ, вѣнци надъ вашитѣ гроба. А горски цвѣтя, здравецъ зелени, ноще и дене що миришехте, пушки и шапки гордо кичехте, ще ви послужатъ вѣнецъ нетлѣнни. Паднахте млади, о! вий юнаци, честно и мѫжки съ пушки въ рѫката. При неразвѣни още байраци, трепетъ внушихте силенъ въ агата. При много жертви, робътъ, що дава, ваш’то достойнство не отличава. Той ще забрави свещени кости, катъ много прежни гробове прости. Доръ надъ васъ гази кракътъ нечестенъ, робътъ, въ скръбьта си и въ мѫки унесенъ, ще да забрави имена свети, макаръ за него вие да мрѣхте Но пакъ от вашия подвигъ достоенъ, отъ кръвьта буйна за него лѣта, сила ще черпи въ пѫтя си боенъ, доръ той свободенъ да стане въ свѣта. ’,Локвата“ днесъ съ вълни непокорни, що завладѣхте съ яки си гърди, отгде неможе никои ва скорни, споменъ за вази скѫпъ нека бѫде. |
| | |
| Въ бѫдеще свѣтло, въ бѫдеще ново за нашата мила, клета Родина, кога зазвучи тукъ сладко слово, рози ще цъвтятъ катъ въ градина. Въ тѣзи падинки, росни, зелени, съ кърви червени що се поливатъ, пѣсни за храбрость ще се възвиватъ и ще се друсатъ хора смѣсени А бѣлолики селски девици въ пролѣть ще тичатъ катъ яребици, зеле, киселецъ тукъ да събиратъ и годеникъ свой тукъ да избиратъ. | Тѣ ще събуждатъ от сънь мъртвешки васъ, о! юнаци, съ пѣсни и смѣшки. Съ крехкъ гороцвѣтъ, съ жълто кокиче вашата гробина ще да се киче. Вие легнахте въ кѫща избрана на тозъ върхъ зеленъ, хладенъ, чудесенъ. Тамъ атмосфера чиста, умайна приспива всѣки въ мечти унесенъ. Оттука се виждатъ езера гладки, вѣтърътъ носи миризми сладки. Заради това драго му бива на всѣки вѣчно тукъ да почива. |
| Берикъ, 21 юний 1903 година. | |